# Музей Преображенской больницы
Музей Преображенской психиатрической больницы — музей, посвящённый истории Психиатрического стационара имени В. А. Гиляровского, а также психиатрии в целом. Находится в подчинении Психиатрической клинической больницы № 4 им. П. Б. Ганнушкина. Располагается в историческом здании Преображенской психиатрической больницы, ныне действующей как филиал ПКБ № 4 им. П. Б. Ганнушкина.

## История
В 1909 году в Преображенской больнице открылась выставка работ её пациентов, были также представлены предметы, связанные с историей этого лечебного учреждения. Выставка была приурочена к столетнему юбилею больницы, экспонаты для неё собирал главный врач Н. Н. Баженов.
Систематический сбор материалов, которые впоследствии составят коллекцию музея, начался в 1930-х годах.
Работа над созданием музея началась в 1965 году, инициативная рабочая группа, собирала архивные материалы по истории больницы, района, а также психиатрии в целом. Частью музейных фондов стали работы пациентов, переданные музею трудинструкторами, фотоальбомы, созданные психиатром А. Кудиновым, книги из библиотеки Преображенской больницы. Музей впервые открылся 24 марта 1970 года во время юбилейной конференции, посвящённой 160-летию больницы. В 1971 году первая экспозиция была демонтирована во время капитального ремонта. С 1973 года созданием новой экспозиции в другом помещении, отведённом под музей, занимался заведующий патологоанатомическим отделением С. Д. Душейко. Он занимался не только экспозицией по истории психиатрии, но и собиранием предметов и документов по истории разных районов Москвы. Он был заведующим музея до 2000 года, после него до 2020 года эту должность занимала Н. Т. Хохрина, также патологоанатом. С 2019 года в музее работают два штатных сотрудника. До 2020 года музей размещался в части помещений патологоанатомического отделения больницы.
В 1990 году работы пациентов больницы из фондов музея были переданы для участия в первой выставке Центра творческой реабилитации душевнобольных, организованной Александром Ивановым.

## Экспозиция

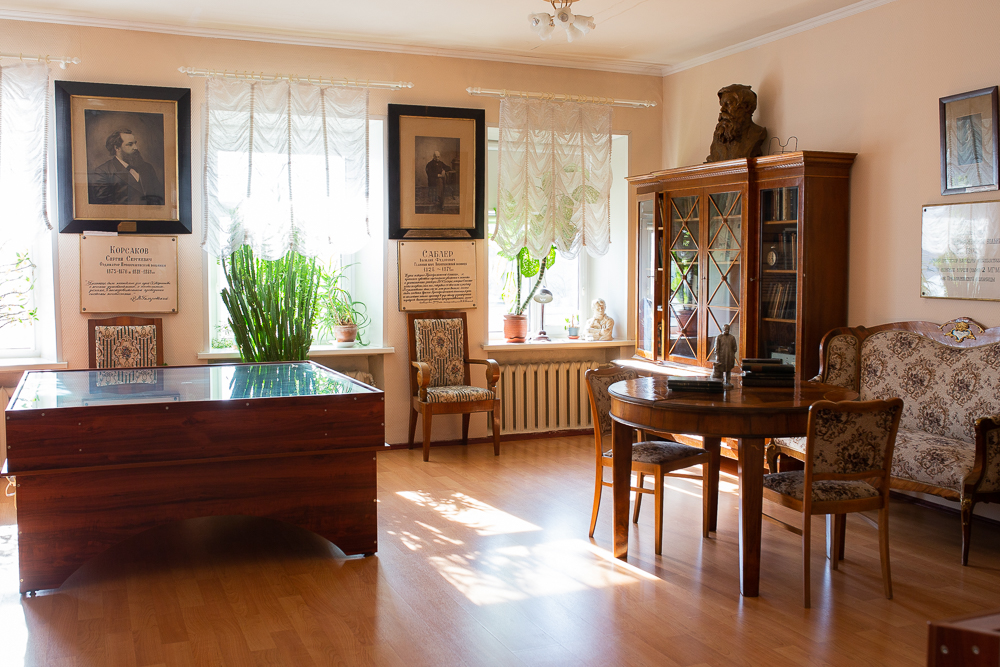
Экспозиция Музея Преображенской больницы

Экспозиция музея занимает две комнаты и коридор. Основная её часть была создана в 1970—1980-е годы, ряд стендов обновлен к двухсотлетнему юбилею больницы в 2008 году. Большая часть экспозиции посвящена истории Преображенской больницы и известным психиатрам, работавшим в ней. Другие части экспозиции посвящены истории методов лечения в психиатрии, трудовой терапии и творчеству пациентов психиатрических больниц. В пространстве экспозиции находится часть книг из фондов музея.
Часть экспозиции посвящена известному юродивому пророку Ивану Корейше, жившему в Преображенской больнице больше 40 лет. Корейша почитался многими современниками и был описан в произведениях А. Н. Островского, Н. С. Лескова, Ф. М. Достовского и других писателей.

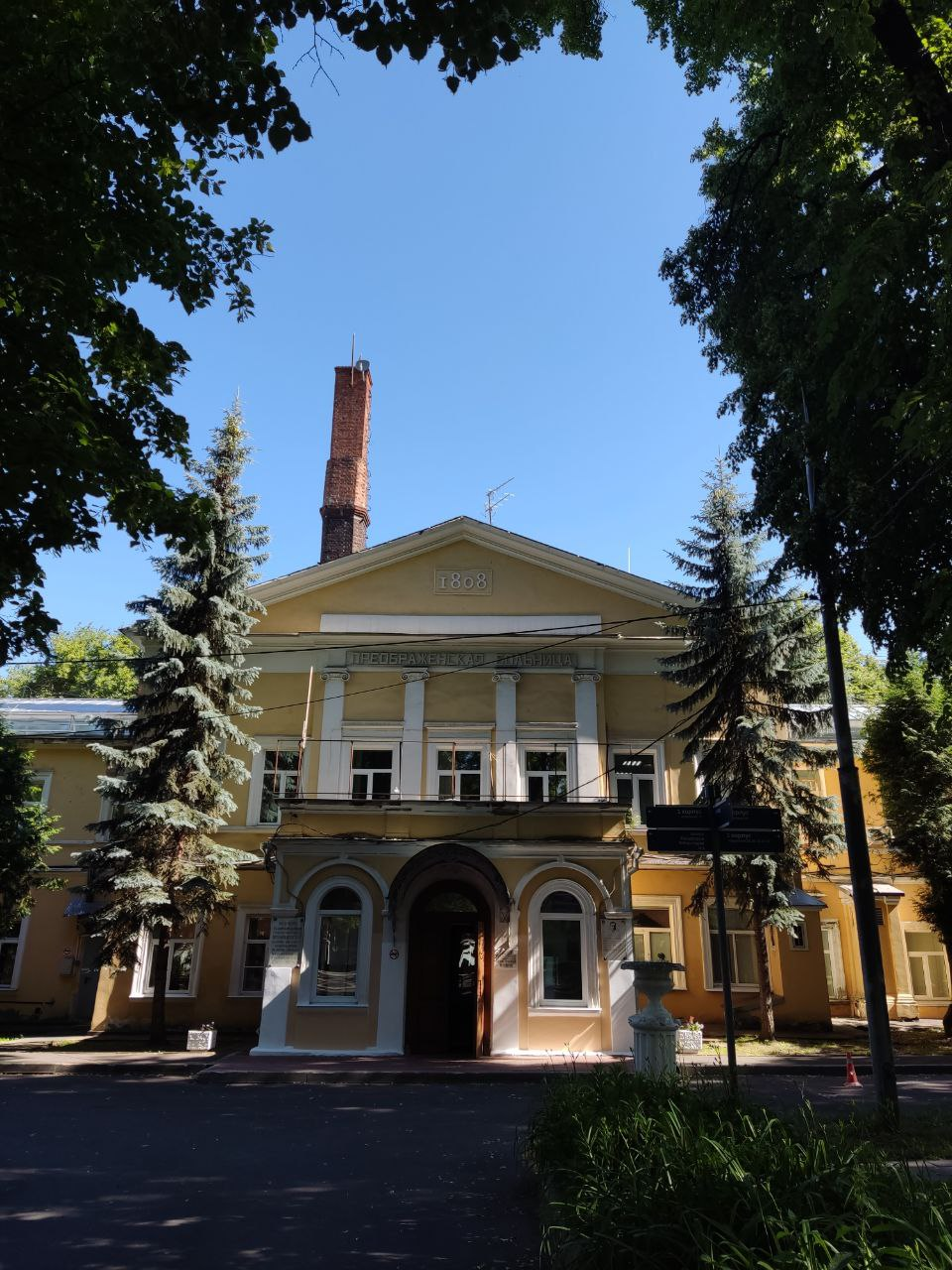
Преображенская психиатрическая больница

В музее проводятся временные выставки.

## Фонды музея
Фонды Музея включают документальный архив (более 1000 дел), предметный фонд (около 300 экспонатов, среди них картины), библиотеку (более тысячи единиц хранения) и фотографический архив (более 3 тыс. единиц хранения), покрывающие период с XIX по начало XXI вв.
Документальный фонд содержит отчёты больницы с 1921 по 2010 годы, документы о медикаментозных методах лечения, трудотерапии и культурной терапии, истории болезни, личные дела сотрудников, научные работы, воспоминания сотрудников, протоколы больничных собраний и другие документы. В числе историй болезни, по некоторым данным, есть история болезни Ивана Корейши. В ней якобы записано: «Причины болезни — неистовые занятия религиозными книгами. Болезнь совершенно неизлечима». Кроме того, в музее хранятся личные дела и письма таких психиатров, как Н. Н. Баженов и П. Б. Ганнушкин.
В фонде фотодокументов содержатся фотографии сотрудников и пациентов, процедур и повседневной жизни больницы. Коллекция может представлять значительный интерес для специалистов, занимающихся визуальной историей, социальной историей медицины в России и смежными направлениями исследований.
В музее хранятся документы из личных архивов и книги из личных библиотек таких психиатров, как В. К. Хорошко, П. Б. Ганнушкин, А. Кронфельд, В. К. Юрасовская, Е. К. Краснушкин. В то же время в фондах музея имеются коллекции документов, история происхождения которых на настоящее время не выяснена.